# 'Ataq
 'Ataq is een stad in Jemen en is de hoofdplaats van het gouvernement Shabwah.
Bij de volkstelling van 2004 telde 'Ataq 20.435 inwoners.